# Ernazar Akmatalijew
Ernazar Kubatbekowicz Akmatalijew (kirg. Эрназар Кубатбекович Акматалиевди; ur. 2 lipca 1998) – kirgiski zapaśnik walczący w stylu wolnym. Dwukrotny olimpijczyk. Zajął dwunaste miejsce w Tokio 2020 w kategorii 65 kg i szesnaste w Paryżu 2024 w tej samej wadze.
Srebrny medalista mistrzostw świata w 2021 i brązowy w 2022; piąty w 2023 roku. 
Trzeci w Pucharze Świata w 2022, a także dziewiąty w zawodach indywidualnych w 2020. Mistrz Azji w 2025 i drugi w 2022. Triumfator igrzysk solidarności islamskiej w 2021. 
Wygrał MŚ U-23 w 2021. Wicemistrz Azji juniorów w 2018 roku.